# TJ Friedl
Terry Lee Friedl (Sewickley, Pensilvania, 14 de agosto de 1995), más conocido como TJ Friedl, es un jugador profesional estadounidense de béisbol que se desempeña en la posición de jardinero central en Cincinnati Reds, equipo de las Grandes Ligas de Béisbol (MLB).

## Carrera
En 2021, Friedl hizo su debut en la MLB con el equipo Cincinnati Reds, donde lleva jugando cuatro temporadas.